# Jiang Nanxiang
Jiang Nanxiang, en chino simplificado 蒋南翔, (Yixing, Jiangsu, 7 de septiembre de 1913; Beijing, 3 de mayo de 1988) fue un educador y político de la República Popular China.

## Trayectoria
En 1929, ingresó a la escuela secundaria Jiangsu Zhenjiang. En 1932 ingresó al departamento de Chino de la Universidad Tsinghua. Fue secretario de la rama del partido de la Universidad de Tsinghua del partido comunista de China y secretario del comité académico municipal de Beijing. Después del estallido de la segunda guerra sino-japonesa en 1937, fue miembro del buró del comité central del PCCh del norte y del comité de jóvenes del buró del Río Yangtze, secretario del partido de la Federación de Estudiantes de China, secretario del comité de juventud del buró sur del comité central del PCCh y jefe del departamento de propaganda del Comité Central del Partido Comunista de China. Después de la victoria en la guerra antijaponesa en el año 1945, fue secretario del comité de la juventud de la oficina del noreste del comité central del partido comunista de China. Desde 1949 fue subdirector del Comité Preparatorio de la Nueva Liga Juvenil Democrática de China y subsecretario del comité central de la liga.
Jiang Nanxiang fue presidente de la Universidad Tsinghua desde noviembre de 1952 hasta junio de 1966, al mismo tiempo que secretario del comité del partido de la Universidad de Tsinghua desde mayo de 1956 hasta junio de 1966 y ministro de Educación Superior desde enero de 1965 hasta julio de 1966. La universidad ha creado un sistema de consejero político entre los estudiantes.
Durante la Revolución Cultural, fue criticado. El 10 de abril de 1967, la Guardia Roja de la Universidad de Tsinghua celebró una reunión de diez mil personas para criticar a Wang Guangmei. Jiang Nanxiang, Peng Zhen, Lu Dingyi y Bo Yibo participaron en la lucha.
Fue secretario del comité municipal de Tianjin del partido comunista de China, subdirector de la comisión estatal de ciencia y tecnología, primer vicepresidente de la escuela del partido, miembro suplente del octavo comité central del partido comunista de China, miembro del undécimo y duodécimo comité central, y miembro del comité asesor central. Del 28 al 30 de mayo de 1983, la sociedad de educación superior de China celebró su reunión inaugural en Beijing. La reunión eligió al primer miembro del consejo, y Jiang Nanxiang fue presidente.
Murió en Beijing el 3 de mayo de 1988.

## Influencias
Debido a que Jiang Nanxiang promovió vigorosamente el "sistema de consejero político" cuando estaba a cargo de la Universidad de Tsinghua, en base a esto, un grupo de líderes políticos de la Universidad de Tsinghua tuvo una influencia importante en la política actual de China de los últimos años. Su filosofía está sesgada hacia el modelo de educación superior soviético y propone un modelo de políticos "ingenieros rojos y profesionales" e "ingenieros rojos". A principios de la década de 1950, la Universidad de Tsinghua en China continental llevó a cabo un importante ajuste de sus departamentos. Todas las artes y ciencias liberales de Tsinghua se fusionaron con la Universidad de Pekín y otras escuelas, y algunos libros antiguos preciosos de la biblioteca de Tsinghua fueron transferidos. Sin embargo, después de que Jiang Nanxiang asumió el cargo, de inmediato restauró las disciplinas de literatura e historia en la Universidad Tsinghua en la década de 1980.
El 8 de junio de 1957, el Diario del Pueblo publicó un artículo titulado "¿Por qué es esto?" en la editorial, con el objeto de llamar la atención para organizar fuerzas para luchar contra los ataques de la derecha en todo el país, y este día fue designado como el inicio oficial del movimiento anti-derechista.
Justo 38 días antes de que se publicara este editorial, el 1 de mayo de 1957, el Diario del Pueblo publicó el "Aviso sobre el movimiento de rectificación" emitido por el comité central del Partido Comunista de China el 27 de abril de 1957, en el que se lanzó una anti- campaña burocrática dentro del Partido Comunista Chino, el Movimiento de Rectificación de Yan'an sectario y subjetivista, e hizo un llamamiento a las personas fuera del partido para que expresaran sus opiniones libremente y ayuden al PCCh a rectificar. De hecho, esta es la supuesta estrategia de Mao Zedong de "sacar las serpientes de sus agujeros" y "atraer al enemigo para que profundice, reuniéndolas y aniquilándolas". Algunas personas dicen que Huang Wanli fue una de los cientos de miles de víctimas del esquema de Mao Zedong. Mucho antes de esta estrategia, Huang Wanli ya había desafiado el Proyecto Sanmenxia en el río Amarillo.
En ese momento, Huang Wanli escribió "Pequeñas palabras en flores" y  "Pequeñas palabras en flores. Continuación" y las publicó en la revista académica "Noticias Tsinghua" de la Universidad Tsinghua el 18 de mayo y el 7 de junio de 1957. Sus críticas, especialmente algunas ideas de la participación en el debate sobre el proyecto río amarillo Sanmenxia, etc. Jiang Nanxiang, presidente de la Universidad de Tsinghua con un alto grado de vigilancia política, presentó el periódico "Nuevo Tsinghua" con la publicación de "Flores susurrantes" de Huang Wanli a Mao Zedong. Mao Zedong lo criticó inmediatamente después de leerlo: "¡Qué son estas palabras!" Mao Zedong ordenó a Jiang Nanxiang que criticara a Huang Wanli.
El 19 de junio, el Diario del Pueblo publicó "Sobre el manejo correcto de las contradicciones entre el pueblo" de Mao Zedong en la primera página. El mismo día, en la sexta página, se creó una columna "Qué palabras" escrita por el mismo Mao Zedong., que se utilizó especialmente para publicar mensajes al partido con retórica ofensiva contra la derecha. "Susurros de flores" de Huang Wanli fue el primero en ser seleccionado. El título de la columna "Qué palabras" es exactamente el comentario de Mao Zedong sobre "Pequeñas palabras en flores". Por lo tanto, Huang Wanli se consideró un derechista designado por Mao Zedong.

## Familia
Jiang Zhuping, hijo de Jiang Nanxiang, trabajó como director de la Administración de Aviación Civil de China, gobernador del gobierno popular provincial de Hubei y secretario del comité provincial de Hubei del Partido Comunista de China.